# Chaoyang (Liaoning)
Chaoyang (chinesisch 朝阳市, Pinyin Cháoyáng Shì) ist eine bezirksfreie Stadt im Westen der Provinz Liaoning in der Volksrepublik China mit etwa 2.872.857 Einwohnern (Stand: Zensus 2020) und einer Fläche von 19.698 km². Nach der Bevölkerungszahl ist Chaoyang die viertgrößte bezirksfreie Stadt in Liaoning.
Chaoyang setzt sich aus zwei Stadtbezirken, zwei Kreisen, einem Autonomen Kreis und zwei kreisfreien Städten zusammen. Diese sind (Stand: Zensus 2020):
- Stadtbezirk Shuangta (双塔区), 478 km², 463.543 Einwohner, Zentrum, Sitz der Stadtregierung;
- Stadtbezirk Longcheng (龙城区), 619 km², 222.065 Einwohner;
- Kreis Chaoyang (朝阳县), 3.768 km², 404.460 Einwohner, Sitz der Kreisregierung im Stadtbezirk Shuangta;
- Kreis Jianping (建平县), 4.863 km², 455.826 Einwohner;
- Autonomer Kreis Harqin Linker Flügel der Mongolen (喀喇沁左翼蒙古族自治县), 2.244 km², 346.133 Einwohner, Hauptort: Straßenviertel Dachengzi (大城子街道);
- Stadt Beipiao (北票市), 4.444 km², 439.998 Einwohner;
- Stadt Lingyuan (凌源市), 3.285 km², 540.832 Einwohner.